# Alfred Mensah
Alfred Mensah (Nkawkaw, 8 agosto 1999) è un calciatore ghanese, attaccante del Vllaznia.

## Carriera

### Club
Il 19 agosto 2022 viene acquistato a titolo definitivo per 60.000 euro dalla squadra albanese del Partizani Tirana.

## Statistiche

### Presenze e reti nei club
Statistiche aggiornate al 28 ottobre 2023.
| Stagione                | Squadra                 | Campionato              | Campionato | Campionato | Coppe nazionali | Coppe nazionali | Coppe nazionali | Coppe continentali | Coppe continentali | Coppe continentali | Altre coppe | Altre coppe | Altre coppe | Totale | Totale |
| Stagione                | Squadra                 | Comp                    | Pres       | Reti       | Comp            | Pres            | Reti            | Comp               | Pres               | Reti               | Comp        | Pres        | Reti        | Pres   | Reti   |
| ----------------------- | ----------------------- | ----------------------- | ---------- | ---------- | --------------- | --------------- | --------------- | ------------------ | ------------------ | ------------------ | ----------- | ----------- | ----------- | ------ | ------ |
| gen.-giu. 2020          | Skënderbeu              | KS                      | 15         | 2          | CA              | 3               | 2               | -                  | -                  | -                  | -           | -           | -           | 18     | 4      |
| 2020-2021               | Skënderbeu              | KS                      | 32         | 7          | CA              | 5               | 4               | -                  | -                  | -                  | -           | -           | -           | 37     | 11     |
| 2021-2022               | Skënderbeu              | KS                      | 32         | 9          | CA              | 2               | 0               | -                  | -                  | -                  | -           | -           | -           | 34     | 9      |
| Totale Skënderbeu       | Totale Skënderbeu       | Totale Skënderbeu       | 79         | 18         |                 | 10              | 6               |                    | -                  | -                  |             | -           | -           | 89     | 24     |
| 2022-2023               | Partizani Tirana        | KS                      | 27         | 1          | CA              | 4               | 1               | UECL               | -                  | -                  | -           | -           | -           | 31     | 2      |
| 2023-2024               | Partizani Tirana        | KS                      | 3          | 2          | CA              | 0               | 0               | UCL+UECL           | 2+1                | 0                  | SA          | 0           | 0           | 6      | 2      |
| Totale Partizani Tirana | Totale Partizani Tirana | Totale Partizani Tirana | 30         | 3          |                 | 4               | 1               |                    | 3                  | 0                  |             | 0           | 0           | 37     | 4      |
| Totale carriera         | Totale carriera         | Totale carriera         | 109        | 21         |                 | 14              | 7               |                    | 3                  | 0                  |             | 0           | 0           | 126    | 28     |

## Palmarès

### Club

#### Competizioni nazionali
- Campionato albanese: 1

Partizani Tirana: 2022-2023
- Supercoppa d'Albania: 1

Partizani Tirana: 2023